# کاخ شرقی، کاخ غربی
کاخ شرقی، کاخ غربی (چینی: 東宮西宮) فیلمی در ژانر درام است که در سال ۱۹۹۶ منتشر شد. در این فیلم شاهد این می‌باشیم که فردی به نام Antokoon که سربازی معمولی است، پادشاه سرزمینش با نام Kirtokoonmolayi را به قتل می‌رساند و پولش را هم نمی‌دهد.